# Observatório Oizumi
Observatório Oizumi é um observatório astronômico privado, localizado em Oizumi no Japão. Takao Kobayashi descobriu diversos planetas menores neste observatório. Desde sua fundação, Kobayashi descobriu cerca de 1.200 asteróides menores e suas posições utilizando um telescópio de 10 polegadas (254 milímetros).